# 范桢
范桢（6月4日—），甘肅蘭州人，中國大陸女演員，畢業於中國傳媒大學。
范桢在2015年因獲得全球城市小姐全球賽季軍而出道。同年，獲得第44屆洲際小姐中國區冠軍。2019年參演首部电视剧《無主之城》而進入演藝圈。在2020首部主演古裝劇《君九齡》中飾演大家閨秀。在2022年因《馭鮫記之與君初相識·恰似故人歸》中雪三月一角，被大家熟知。

## 影视作品

### 电视剧
| 首播年份 | 剧名                              | 角色         | 备注      |
| 2019年   | 《無主之城》                      | 小魚         |           |
| 2020年   | 《侦探語錄》                      | 柳雀南(青年) |           |
| 2020年   | 《百岁之好一言为定》              | 楚秋妍       |           |
| 2020年   | 《琉璃》                          | 文宣師妹     | 客串      |
| 2021年   | 《君九齡》                        | 方玉绣       |           |
| 2022年   | 《馭鮫記之與君初相識·恰似故人歸》 | 雪三月       |           |
| 2022年   | 《尚食》                          | 胡善媛       | 客串      |
| 2022年   | 《说英雄谁是英雄》                | 雷媚         |           |
| 2022年   | 《你是我的美味》                  | 韓菲子       | 特別 出演 |
| 2023年   | 《岁岁青蓮》                      | 李浅陌       |           |
| 2024年   | 《长相勿》                        | 李梦觉       |           |
| 2024年   | 《大炎闻诡录》                    | 莫桑语       |           |
| 2025年   | 《一念倾心》                      | 苏念卿       |           |
| 2025年   | 《燃罪》                          | 陈雪         |           |

## 獲獎紀錄
| 年份   | 獎項                 | 結果     |
| ------ | -------------------- | -------- |
| 2015年 | 全球城市小姐全球賽   | 獲獎季軍 |
| 2015年 | 第44屆洲際小姐中國區 | 獲獎冠軍 |

## 外部連結
- 范桢的新浪微博
- 范桢工作室的新浪微博 （页面存档备份，存于）